# Snog
Snog (читается «Сног») — музыкальная группа, созданная австралийским музыкантом Дэвидом Трасселлом вместе с Тимом МакГроу и Джулией Бёрк в 1988 году. Музыка группы — это слияние множества различных стилей, включая индастриал, техно, эмбиент, экспериментальную музыку и иногда кантри и фанк. Название группы на британоанглийском сленге означает «французский поцелуй», что, согласно Трасселлу, символизирует марксистскую концепцию разрушения барьеров между людьми (см. текст «Light, Yet Refreshing»).

## История
Первый альбом группы Lies Inc. был выпущен в 1992 году. Вскоре после этого к группе присоединился Питер Бурк. В 1994 году был выпущен альбом Dear Valued Customer, который был создан под сильным влиянием техно. В том же году возникли два сторонних проекта: Soma, созданный Дэвидом Трасселлом и Питером Бурком, и соло-проект Трасселла Black Lung.
К 1997 году группа стала соло-проектом Трасселла (с приглашаемыми музыкантами). На альбоме Buy Me… I’ll Change Your Life стиль Snog сильно поменялся, включив «западные» кантри-гитары и кавер Let the Little Flowers Grow Ли Хазлвуда. Third Mall from the Sun 1999 года предложил уникальную смесь стилей предыдущих двух альбомов вместе с новыми включениями. Впоследствии был сделан альбом ремиксов Relax into the Abyss.
В 2003 году выпущен Beyond the Valley of the Proles. Этот альбом представил собой множество усовершенствованных вариантов стилей, основанных на Buy Me. В 2006 году всё это дополнил альбом Snog Vs. the Faecal Juggernaut of Mass Culture, вернувшийся больше в электронную музыку.
Трасселл — экспериментатор, давно заработавший репутацию одного из самых ехидных и желчных музыкантов, выступающих против влияния корпораций, коррупции и потребительства, сторонник индивидуализма и конспирологических теорий.
Альбомы Third Mall from the Sun (1999), Relax into the Abyss (2000) и Beyond the Valley of the Proles (2003) были оформлены канадским художником Крисом Вудом. В его рисунках спародирована реклама удачных корпораций, таких как McDonald’s, The Gap, и Nike.

## Дискография
- Альбомы
  - Lies Inc. (1992)
  - Dear Valued Customer (1994)
  - Live in the Global Village (бонусный диск с ограниченным тиражом, 1994)
  - Lies Inc. (переиздание с ограниченным тиражом с ранними материалами, 1996)
  - Remote Control (антология, 1997)
  - Buy Me…I’ll Change Your Life (1997)
  - Third Mall from the Sun (1999)
  - Relax Into the Abyss (ремиксы, 2000)
  - Beyond the Valley of the Proles (2003)
  - Your Favourite Electro-Folk Swingers (ремикс CD с ограниченным тиражом, 2003)
  - Sixteen Easy Tunes For The End Times (2-й диск большой коллекции с бонусным неизданным материалом, 2006)
  - Snog Vs. The Faecal Juggernaut Of Mass Culture (2006)
  - The Last Days Of Rome (2007)
  - Last Of The Great Romantics (2010)
  - Babes In Consumerland (2013)
- Синглы и EP
  - Corporate Slave (1992)
  - Shop (1992)
  - Born To Be Mild (1993)
  - Hey Christian God (1993)
  - Cliché (1994)
  - The Future (1995)
  - Make the Little Flowers Grow (1997)
  - Hooray!! (1998)
  - The Ballad (1998)
  - The Human Germ (1998)
  - I Snog, Therefore I am (1999)
  - Justified Homicide (2001)
  - Crash Crash (Vs. Remixes & Exclusive Tracks CD Single — 2006)
  - The Kings Of Hate (только цифровое издание — 2006)
  - The Last Days Of Rome (EP) (2007)
  - City (2008)
- Другое
  - Adventures in Capitalism DVD (2003)
  - Angst (музыка к фильму) (2000)
  - Pearls Before Swine (музыка к фильму)